# Рыжих, Михаил Иванович
Михаил Иванович Рыжих (21 ноября 1910, Харьков — 23 февраля 1982, Москва) — организатор производства авиационной и ракетной техники. Директор машиностроительного завода имени М. В. Хруничева, Москва (1961—1975 годы). Герой Социалистического Труда (1966 год).

## Биография
Родился 21 ноября 1910 года в Харькове в семье служащего. С 1926 года работал на харьковском заводе «Серп и молот» кладовщиком-грузчиком, сверловщиком. В 1931—1935 годах учился в Харьковском авиационном институте (ХАИ). По окончании вуза трудился мастером, начальником инструментального цеха харьковского завода № 135 авиационной промышленности.
С 1942 года в эвакуации в городе Казань на заводе № 23: начальник цеха № 8 (1942—1951); начальник отдела механизации и организации производства (ОМО), заместитель начальника производства, главный механик завода, заместитель Главного инженера завода (1951—1961).
В военное время участвовал в выпуске самолётов Ил-4, основного в составе советской дальней авиации, а затем — скоростных бомбардировщиков Ту-2. В послевоенное время под руководством Генерального конструктора В. М. Мясищева участвовал в разработке и производстве реактивных стратегических бомбардировщиков М-4, 3М, М-50.
С 1961 по 1975 год М. И. Рыжих директор машиностроительного завода имени М. В. Хруничева. При нём выпущены: газотурбинные скоростные вертолёты Ми-6, Ми-8, межконтинентальные баллистические ракеты УР-100К, УР100КНУ, УР-200, УР-500, семейство пилотируемых станций «Салют», межпланетные автоматические станции «Луна-1»—«Луна-24», «Венера-1»—«Венера-9», «Марс-2»—«Марс-7».
26 июля 1966 года за выдающиеся заслуги в выполнении плана 1959—1965 годов и создание новой техники присвоено звание Героя Социалистического Труда с вручением ордена Ленина и золотой медали «Серп и Молот».
С 1975 года М. И. Рыжих на пенсии. Жил в Москве. Умер 23 февраля 1982 года.

## Признание
- Герой Социалистического Труда;
- три ордена Ленина;
- орден Октябрьской Революции;
- орден «Знак Почёта»;
- медали.[1]